# Peggy Totté
Peggy Totté (Wilrijk, 5 april 1973) is een Belgisch ingenieur-architect en stedenbouwkundige. Ze houdt zich voornamelijk bezig met het aspect wonen in de stad, waarbij ze zich richt op het verdichten van woonwijken, waaronder het privaat, collectief, coöperatief én sociaal wonen.

## Opleiding
Van 1991 tot 1996 volgde Totté aan de Universiteit Gent de opleiding burgerlijk ingenieur architect en behaalde vervolgens haar licentiaat. In haar laatste jaar licentiaat schreef ze een verhandeling over de evaluatie van het stadsontwerp van de wijk het Eilandje in Antwerpen dat voor een groot deel werd ontworpen door Manuel de Solà-Morales.
Nadien volgde ze aansluitend een specialisatiejaar in de stedenbouw en ruimtelijke planning aan de KU Leuven. Tijdens deze opleiding heeft ze onder andere ontwerpmatig onderzoek bestudeerd aan de Boudewijnlaan in het randstedelijk gebied van Leuven alsook het weglandschap van de stedelijke invalsweg als ontwerpveld.

## Professionele carrière
Na het afronden van haar studies aan de KU Leuven werkte Totté als stedenbouwkundige in het Projectteam Stadsontwerp, onder leiding van Marcel Smets. Haar eerste concrete opdracht was de opmaak van bijzondere plannen van aanleg voor de Vaartkom in Leuven. Vanaf 2000 ging Totté als ruimtelijk planner werken voor de afdeling Ruimtelijke Planning van de Vlaamse overheid. Deze afdeling was verantwoordelijk voor de uitvoering van het Ruimtelijk Structuurplan Vlaanderen, dat goedgekeurd was sinds 1997. Totté's taak bestond uit het adviseren van gemeentelijke plannen van aanleg, het opmaken van gewestelijke ruimtelijke uitvoeringsplannen en het afbakenen van stedelijke gebieden. 
Na een periode als Vlaams ambtenaar zette zij de stap richting een privaat ontwerpbureau. Vanaf 2006 was zij actief als stedenbouwkundig ontwerper bij Planners, een architectenvennootschap voor landschap, stedenbouw en architectuur te Antwerpen. Vanuit dit architectenbureau hebben Els Nulens en Peggy Totté vervolgens besloten om hun eigen stedenbouwkundig ontwerpbureau op te richten, genaamd Blauwdruk Stedenbouw. Na negen jaren als stedenbouwkundig ontwerper en als mede-zaakvoerder van het bureau, heeft Totté in 2015 besloten om een ander pad in te slaan.
Van 2006 tot 2015 is Totté, parallel aan haar professionele activiteiten, ook actief geweest binnen de raad van bestuur van de Vlaamse Vereniging voor Ruimte & Planning (VRP). Vanuit deze rol was ze vijf jaar lang verantwoordelijk als voorzitter van de Masterclass ‘Kernversterking’ voor ambtenaren, ontwerpers, ontwikkelaars en andere professionals. In 2016 was zij tevens voorzitter voor het VRP-congres “Steden voor mensen” en had ze eer om de Deense architect Jan Gehl te ontvangen met een lezing over zijn gelijknamig boek.
Sinds 2017 werkt Totté als projectleider ‘Collectief bouwen en dichter wonen' binnen de culturele architectuurvereniging Architectuurwijzer in Limburg (Architectuurwijzer, 2020). In het eerste jaar was ze verantwoordelijk voor het organiseren en inhoudelijk begeleiden van de tentoonstelling ‘At Home. Living and Building in Communities’, gecureerd door het Deutsche Architektur Museum uit Frankfurt. Deze expo heeft zowel in C-Mine te Genk als in het STAM te Gent plaatsgevonden. Een volgend project was de ruimtelijk-antropologische studie van vier Limburgse sociale wijken, die zij samen met antropologe Ruth Soenen heeft uitgevoerd in opdracht van de provincie Limburg. In deze analyses toonden zij de relatie tussen de inrichting van de ruimte op wijkniveau en het gedrag van de bewoners. Hiermee brachten zij nieuwe inzichten voor de sociale huisvestingsmaatschappijen en de lokale besturen. 
Na een verhaal over collectieve woonprojecten in het buitenland, kreeg Totté binnen Architectuurwijzer de kans om tevens een expo zelf te maken over collectief wonen in Vlaanderen. Zo werd zij curator van de expo 'Housing Apart Together', die in 2019 opende in C-Mine te Genk en in januari 2020 verhuisde naar het STAM te Gent . Vanuit haar opgebouwde expertise rond het collectief wonen gaf zij ook lezingen en rondleidingen over het thema. 
Sinds 2020 is zij met Architectuurwijzer verder nieuwe thema’s aan het verkennen. Naast een traject over ruimtelijke kwaliteit voor Limburg, focust zij zich op de kansen en meerwaarde van een wooncoöperatie in Vlaanderen. Zij put hiertoe veel inspiratie uit studiereizen naar Wenen en Zürich, waar de Genossenschaft een zeer gekend model vormen.

Tot slot houdt Totté ook graag een link met de dagelijkse praktijk van woonprojecten en zetelt zij als extern expert bij de kwaliteitskamer Immerzeel in Aalst en de intergemeentelijke kwaliteitskamer voor de gemeenten Zoutleeuw, Geetbets, Linter en Hoegaarden.